# BM Villa de Aranda
O Club Balonmano Villa de Aranda é um clube de handebol sediado em Aranda de Duero, Espanha. Atualmente compete na Liga ASOBAL.